# Pijpenkrul

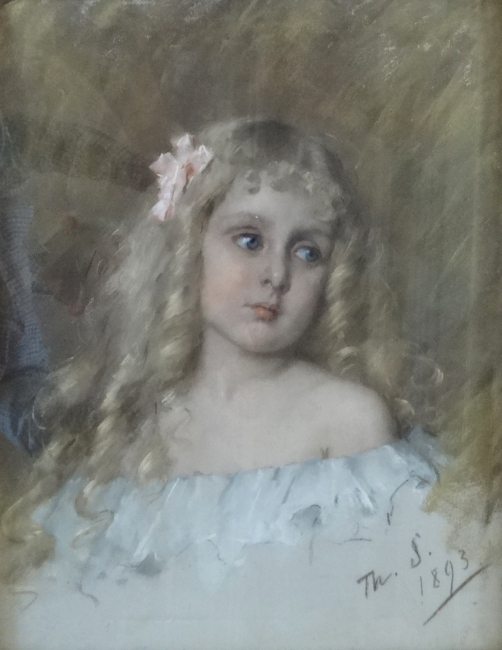
Thérèse Schwartze, Meisje met pijpenkrullen

Een  pijpenkrul is een lange spiraalvormige haarkrul.  Sommige mensen hebben van nature pijpenkrullen in hun haar. 

Een pijpenkrul kan vrijwel zonder hulpmiddelen gemaakt worden. De haarlokken die tot een pijpenkrul gevormd moeten worden, worden in natte toestand losjes rondom een vinger gedraaid. Daarna wordt de krul aan de onderkant vastgezet. Als het haar gedroogd is blijft de pijpenkrul in vorm, bij sommige personen zelfs zonder haarversteviger of haarlak. Een pijpenkrul kan ook gemaakt worden door het vochtige haar om een papieren strip of om een strook stof heen te draaien. Ten slotte kan ook een krultang gebruikt worden, waarbij het haar met behulp van hete lucht in vorm wordt gebracht.

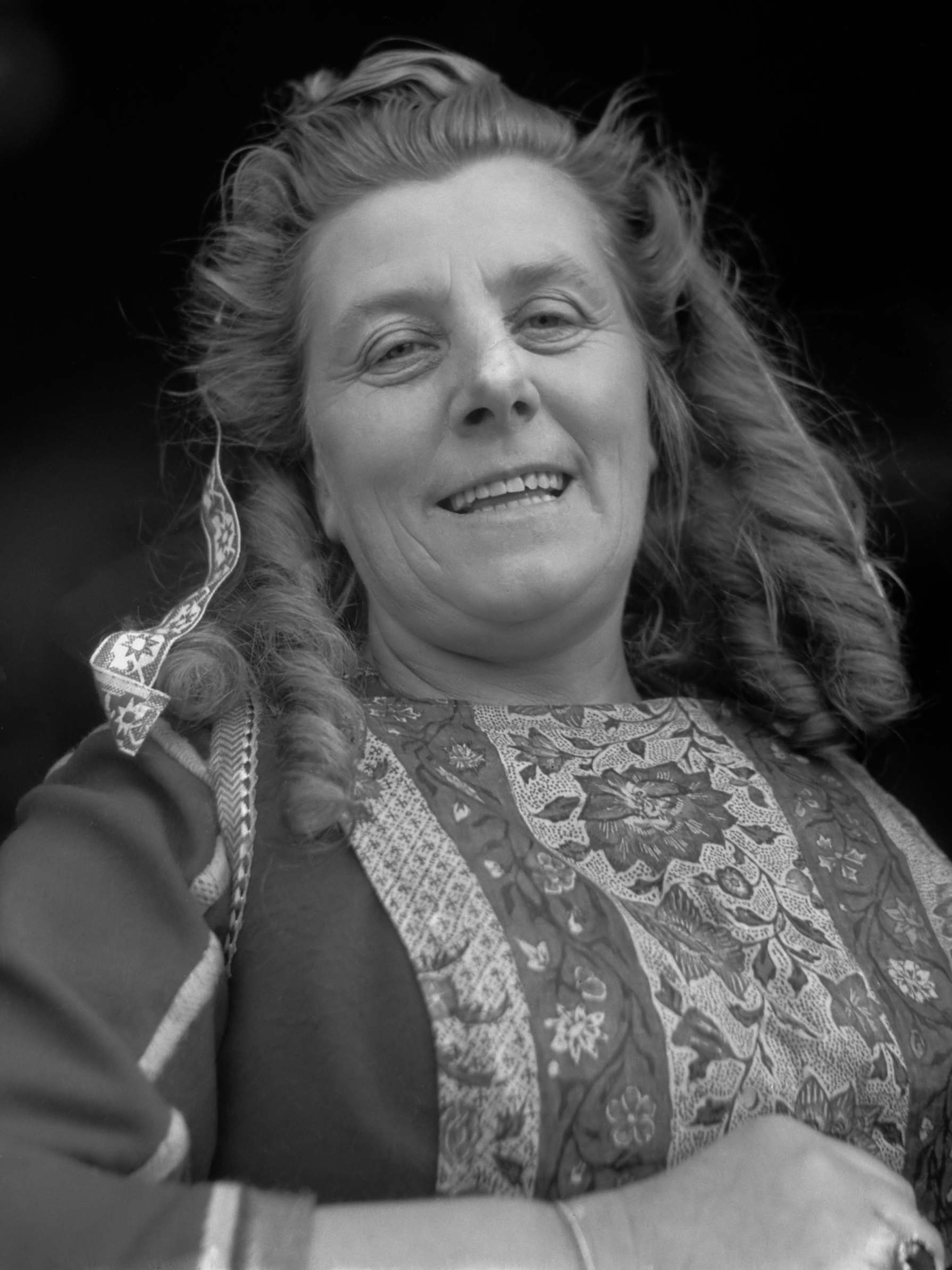
Sijtje Boes, met traditionele pijpenkrullen op Marken

De pijpenkrul is onderdeel van de traditionele haardracht, behorende bij de klederdracht van Marken.

## Wetenswaardigheden
- Sommige Joodse mannen dragen peies, ofwel slaaplokken